# Voxtjärnen
Voxtjärnen är en sjö i Härjedalens kommun i Härjedalen och ingår i Ljusnans huvudavrinningsområde. Sjön har en area på 0,068 kvadratkilometer och ligger 354,4 meter över havet. Voxtjärnen ligger i Voxnan (Jämtlands län) Natura 2000-område. Sjön avvattnas av vattendraget Voxnan.

## Delavrinningsområde
Voxtjärnen ingår i det delavrinningsområde (686743-143927) som SMHI kallar för Utloppet av Voxtjärnen. Medelhöjden är 361 meter över havet och ytan är 0,62 kvadratkilometer. Räknas de 5 avrinningsområdena uppströms in blir den ackumulerade arean 53,24 kvadratkilometer. Voxnan som avvattnar avrinningsområdet har biflödesordning 3, vilket innebär att vattnet flödar genom totalt 3 vattendrag innan det når havet efter 212 kilometer. Avrinningsområdet består mestadels av skog (61 procent) och sankmarker (28 procent). Avrinningsområdet har 0,07 kvadratkilometer vattenytor vilket ger det en sjöprocent på 10,6 procent.